# Raivydas Stanys

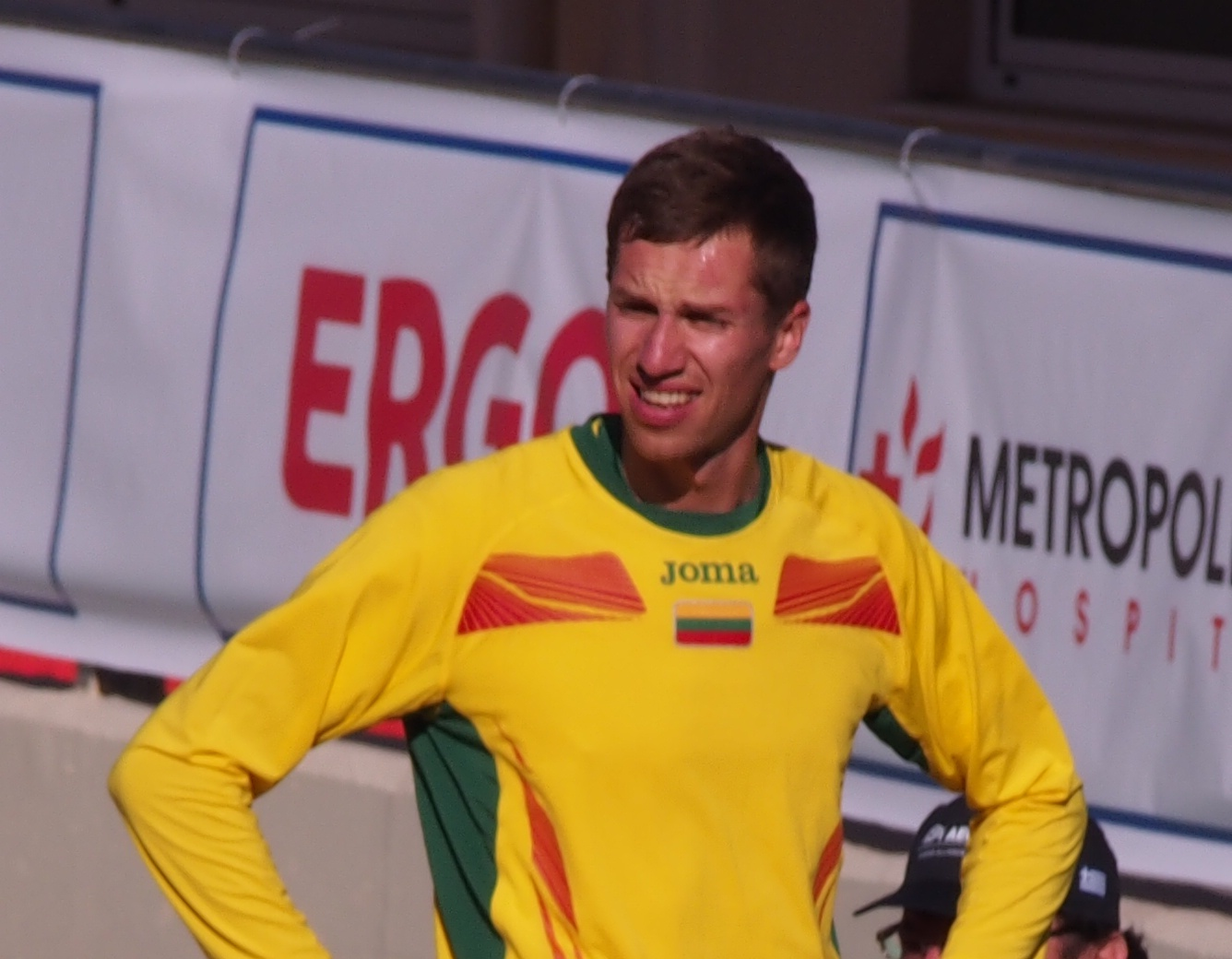
Raivydas Stanys, Leichtathletik-Team-Europameisterschaft 2015

Raivydas Stanys (* 3. Februar 1987 in Rokiškis) ist ein litauischer Hochspringer.

## Leben
Bei den Halleneuropameisterschaften 2009 in Turin und bei den Weltmeisterschaften 2011 in Daegu schied er in der Qualifikation aus.
2012 gewann er Silber bei den Europameisterschaften in Helsinki, kam aber bei den Olympischen Spielen in London nicht über die erste Runde hinaus.
Bei den Europameisterschaften 2014 in Zürich gelang ihm im Finale kein gültiger Versuch.
2015 scheiterte er bei den Halleneuropameisterschaften in Prag in der Qualifikation. Bei den Weltmeisterschaften in Peking blieb er in der ersten Runde ohne gültigen Versuch.

## Persönliche Bestleistungen
- Hochsprung: 2,31 m, 29. Juni 2012, Helsinki
  - Halle: 2,28 m, 31. Januar 2015, Vilnius (litauischer Rekord)